# Lagny-le-Sec
Lagny-le-Sec is een gemeente in het Franse departement Oise (regio Hauts-de-France). De plaats maakt deel uit van het arrondissement Senlis. Lagny-le-Sec telde op 1 januari 2022 2.046 inwoners.

## Geografie
De oppervlakte van Lagny-le-Sec bedroeg op 1 januari 2022 11,23 vierkante kilometer; de bevolkingsdichtheid was toen 182,2 inwoners per km².

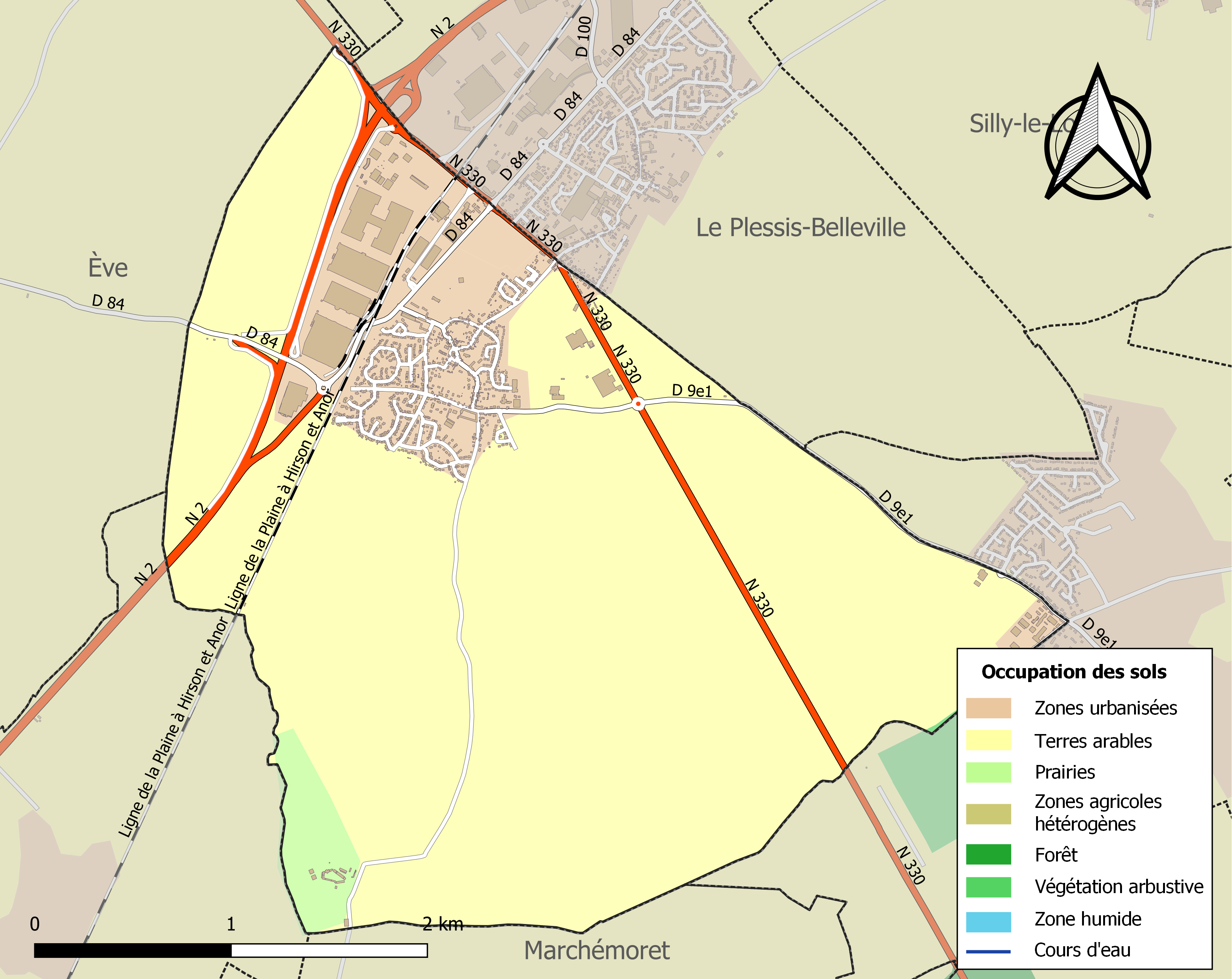
Kaart van de gemeente met belangrijkste infrastructuur, bodemgebruik en omliggende gemeenten

## Demografie
Onderstaande figuur toont het verloop van het inwonertal (bron: INSEE-tellingen).

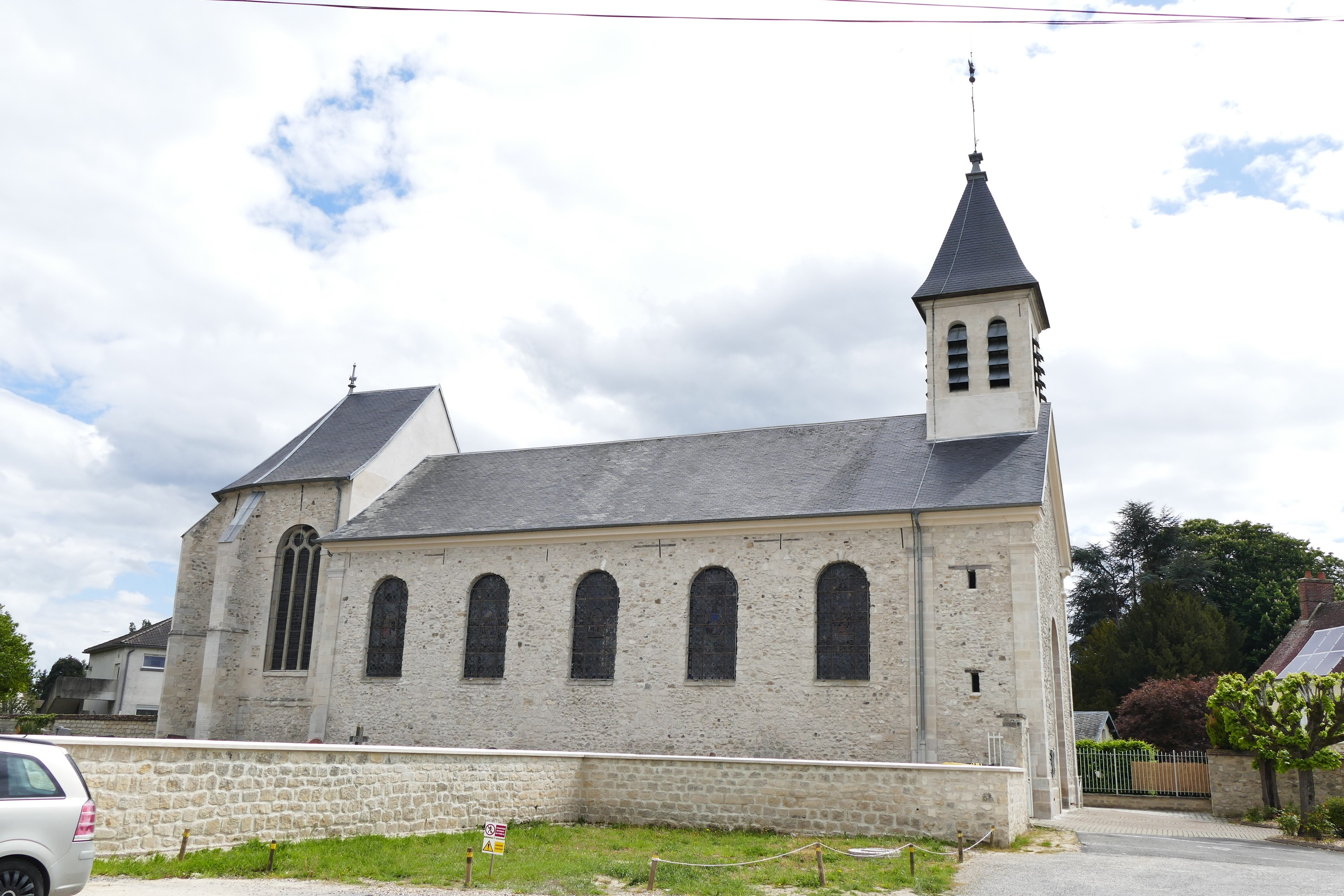
Kerk van Lagny-le-Sec